# Іґлічизна
Іґлічизна (пол. Igliczyzna, нім. Nadeln) — село в Польщі, у гміні Бартничка Бродницького повіту Куявсько-Поморського воєводства.
Населення — 123 особи (2011).
У 1975-1998 роках село належало до Торунського воєводства.

## Демографія
Демографічна структура станом на 31 березня 2011 року:
|          | Загалом | Допрацездатний вік | Працездатний вік | Постпрацездатний вік |
| -------- | ------- | ------------------ | ---------------- | -------------------- |
| Чоловіки | 66      | 19                 | 43               | 4                    |
| Жінки    | 57      | 11                 | 35               | 11                   |
| Разом    | 123     | 30                 | 78               | 15                   |